# Очеретянка оката
Очеретянка оката (Hyperolius argus) — вид земноводних з роду Очеретянка родини Жаби-стрибунці.

## Опис
Загальна довжина досягає 2,7—3,4 см за своєю будовою схожа на інших представників роду Очеретянка. Забарвлення спини у самців зеленого або жовто-зеленого кольору зі світлими смужками або темними плямами з темнішою облямівкою, може бути сітчастий малюнок. Горло й живіт білуваті. У самиць спина світло- або темно-коричнева зі світлими плямами з чорною облямівкою. Внутрішня сторона стегон й пальці криваво-червоні, особливо вдень. Черево рожеве, помаранчеве або полунично-червоне.

## Спосіб життя
Полюбляє різні савани, місцини поблизу водойм з високою рослинністю. Зустрічається на висоті до 300 м над рівнем моря. Активна вночі. Живиться дрібних комах.
Самиця відкладає декілька груп яєць у вигляді тонких стрічок, що прикріплюються до рослин нижче рівня води. У кожній групі до 30 яєць, а загалом відкладається до 200 яєць.

## Розповсюдження
Мешкає у східній та південній Африці: від Сомалі до Південно-Африканської Республіки.